# Serabi
A Serabi Gold é uma companhia de mineração e exploração de ouro com atividades na região geológica do Tapajós, no Pará, região norte do Brasil, onde opera por meio da subsidiária Serabi Mineração. A empresa possui sede em Londres e iniciou suas operações no Brasil em 1999. A Serabi está listada na Bolsa de Valores de Toronto (TSX) e possui suas próprias práticas de governança corporativa.

## História
A Serabi começou as suas atividades no Brasil no ano de 1999, visando adquirir, avaliar e minerar depósitos auríferos em rocha desconhecidos ou cuja exploração era difícil de ser realizada do ponto de vista técnico por garimpeiros. Em 2001, a empresa adquiriu a Mina do Palito, cuja produção de ouro teve início em 2003 e atingiu seu nível máximo em 2006. Dois anos depois, em 2008, a as operações de mineração subterrâneas foram suspensas e a mina foi temporariamente fechada para cuidado em manutenção por causa da escala pequena da operação e da falta de expertise suficiente em mineração, que afetaram o fluxo de caixa e o capital de giro . Em 2013, a Serabi comprou a Kenai Resources, adquirindo o projeto São Chico, localizado a 23 quilômetros da Mina do Palito. Os trabalhos da Mina do Palito foram retomados em 2014. No mesmo ano, foram produzidas 18.452 onças de ouro na mina.

## História recente
Em 2015, a Serabi deu início ao desenvolvimento no projeto de ouro São Chico, localizado em Itaituba (PA). Uma nova campanha de sondagem na área teve início em março, abrangendo 6 mil metros. A nova estimativa de recursos minerais deve ser publicada no terceiro trimestre deste ano. A Serabi espera produzir de 6 mil a 7 mil onças de ouro no depósito São Chico em 2015, para atingir a meta de produção anual de 35 mil onças, sendo aproximadamente 29 mil provenientes da Mina Palito.
No primeiro trimestre deste ano, a mina de ouro Palito produziu 7.759 onças de ouro, o que representa um aumento de 89,6% em relação ao ano passado, que foi de 2.300 onças de ouro. A mineradora ainda possui 28 direitos minerários para ouro, cobre e diamantes no Pará, Amazonas e Mato Grosso de acordo com o Departamento Nacional de Produção Mineral (DNPM).